# Dragon Lore: The Legend Begins
Dragon Lore: The Legend Begins es un videojuego de aventura en primera persona desarrollado por Cryo Interactive para MS-DOS en CD-ROM. Más tarde también se lanzó una versión para 3DO. De Dragon Lore destacan sus buenos gráficos y su memorable introducción en FMV, con una excelente música envolvente. En 1997 fue lanzada una secuela, Dragon Lore 2.
El juego ganó reconocimiento al ser incluido en diversas entregas de software para ordenador, especialmente en versión CD-ROM, que en ese tiempo no estaba aún muy extendido. 
En España, originalmente apareció en las tiendas en una edición con textos en castellano y voces en inglés, y en 1996 fue reeditado en la primera entrega de Juegos CD-ROM junto al título Cyclemania, en una nueva edición con textos y voces en castellano (doblaje realizado en Latinoamérica).

## Juego
La acción se desarrolla en primera persona, haciendo clic para desplazarse e interactuar con los objetos y personajes que se encuentran. El cursor tiene apariencia de dragón y cambia de forma según la acción que se puede realizar en el lugar señalado, como por ejemplo moverse hacia delante, girar o coger un objeto. Haciendo click en la esquina superior izquierda de la pantalla se accede al inventario del jugador, donde se pueden ver los objetos recopilados y el equipamiento del personaje. Haciendo click sobre su cara aparece en pantalla el nivel de salud y maná y la barra de violencia-sabiduría.
El mundo de Dragon Lore se erige a partir del sueño de Wyrm, el Padre Dragón. Muchas criaturas conviven en el mundo, incluyendo humanos y dragones. Los 16 caballeros del dragón mantienen el orden y la paz, y cuando atacan las hordas de orcos, el mago Archmage protege al Valle con una barrera mágica. 
La aventura nos pone en el papel de Werner, un joven granjero que llegado a la mayoría de edad deberá reclamar el título de caballero del dragón que le corresponde. El día que cumple los 18 años, tras realizar algunas tareas laboriosas en la granja, Werner es informado por su padre adoptivo de su verdadera identidad, y deberá ponerse de camino al castillo Von Wallenrod para heredar el trono que le pertenece por derecho. Al mismo tiempo que deberá vengar la muerte de su padre a manos del caballero del dragón Diakonov, enemigo de la familia.
La mayoría de las situaciones del juego pueden ser resueltas de dos maneras: mediante el ingenio o usando la fuerza. Algunos caballeros valorarán más un camino que otro y ello se verá reflejado en la votación final del juego. El jugador deberá obtener al menos la mitad de los votos para convertirse en un caballero del dragón.

## Los 12 Caballeros del Dragón
Los caballeros del dragón vivos que tomarán parte en la votación final de juego son 12. Sus imágenes aparecerán en el área de los monolitos si el jugador cuenta con su apoyo. 

### Chen Lei
- Sexo: Hombre
- Aspecto: Espadachín oriental con piel pálida y ojos brillantes.
- Localización: Monolitos de piedra, siguiendo el camino pasado la plaza con el monolito en el centro.
- Votación: Chen Lei votará por Werner si sigue la senda de la sabiduría.

### Formar Thain de Hav'shal
- Sexo: Hombre
- Aspecto: Túnica azul con broches dorados, piel azul, pelo, cejas y ojos blancos.
- Localización: Pasado el río en balsa, tras el primer encuentro con Diakonov y obtener el remo de su lacayo.
- Votación: Valora la sabiduría.

### Tanathya Hyrenapth
- Sexo: Mujer
- Aspecto: "Dos-piezas" de metal negro con remaches dorados, botas negras, capa negra cruzada, diadema y pendientes de cobre, pelo largo y rojo, piel grisácea y ojos negros.
- Localización: Pasada la planta "come-hombres", justo antes del poblado de los duendes.
- Votación: Violencia extrema.

### Cheldrya Serpentina
- Sexo: Mujer
- Aspecto: "Dos-piezas" de cuero, botas de cuero, escudo de madera, capa de plumas cubriendo parcialmente su espalda, mancha negra en forma de estrella en su ojo izquierdo, pelo y piel azul.
- Localización: Poblado de los duendes de las setas.
- Votación: Sabiduría.

### Arthus de Erwyndyll
- Sexo: Hombre
- Aspecto: Armadura de piel oscura con hombreras, guantes y botas verdes. Melena blanca y piel blanca.
- Localización: Acudirá a salvar a Werner en el jardín de las flores cuando este intente cogerlas sin protección.
- Votación: Alta sabiduría.

### Kuru el Senescal
- Sexo: Hombre
- Aspecto: Samurái con armadura roja y piel pálida.
- Localización: Entrada de la tumba de Fujitomo.
- Votación: Violencia.

### Klaus von Straupzig
- Sexo: Hombre
- Aspecto: Rasgos de león antropomórfico, con una gran melena y ojos blancos brillantes. Sus armas son dos garras de metal.
- Localización: Tumba de Fujitomo No Samatori, en la habitación de la antorcha.
- Votación: Violencia extrema.

### Herg Nach Drakhonen
- Sexo: hombre
- Aspecto: enano basto y robusto, casco con seis astas y porta una gran capa.
- Localización: salida de la tumba de Fujitomo.
- Votación: dará su voto por Werner a cambio de la joya del Duck Dragon.

### Hellaynea D'Artica
- Sexo: Mujer
- Aspecto: "Dos-Piezas" negro de cuero, casco de bronce y porta dos espadas a la espalda.
- Localización: En la plaza de las estructuras de piedra junto al camino obstruido por las piedras, pasado el lago de la cascada.
- Votación: Dará su voto a Werner tras un duelo amistoso, siempre y cuando Werner se comporte de manera honorable.

### Sylvan de Sygill y Alexandre de Egregalionne
- Sexo: Ambos hombre
- Aspecto: Forman un solo ser, con dos piernas, cuatro brazos y dos caras, siendo la cabeza de Alexandre la extraña al situarse en el centro del pecho. En cada brazo portan un hacha.
- Localización: Entrada al castillo Von Wallenrod.
- Votación: A cambio de su voto pedirán las vasijas que les han sido robadas por dos bandidos. Independientemente de quien reciba la vasija buena, en la votación final Alexandre siempre votará en contra.

### Haagen Von Diakonov
- Sexo: Hombre
- Aspecto: Armadura negra cubierta de pinchos, ojos rojos brillantes.
- Localización: Junto a la barca de madera a remo, en los acantilados junto al gran árbol y en el tercer nivel del castillo Von Wallenrod al ser invocado por Addlepate.
- Votación: Siempre votará en contra. Su familia y los Von Wallenrod están enfrentadas. Rompió el Sello de Paz al asesinar a traición a Axel Von Wallenrod. No permitirá que su hijo Werner se convierta en un caballero del dragón.

## Curiosidades
- Todos los caballeros portan un arma única que podrá usar Werner al recogerla de sus cadáveres, incluyendo las manoplas con garras de hierro de Klaus y las hachas de Sylvan y Alexandre.
- Obviamente los caballeros muertos no participarán en la votación. Diakonov no hará mención alguna a ellos y las fragmentos de conversación serán simplemente excluidos.
- Si Arthus de Erwyndyll muere, Werner morirá si trata de coger flores sin protección.
- Diakonov aparece un total de 3 veces a lo largo del juego pero solo podrá ser atacado en el tercer encuentro, aunque es imprescindible que viva para completar el juego. En los otros dos encuentros atacarle desencadenará su conversación, tras lo cual desaparecerá. Es posible forzarle a luchar arrojándole objetos pero no sufrirá daños.
- Diakonov y Addlepate son los únicos personajes imprescindibles para terminar el juego. El resto pueden ser aniquilidos sin que ello frene el desarrollo de la historia.
- Mega Race, otro título de Cryo Interactive, fue la segunda entrega de la colección Juegos CD-ROM. Al igual que con Dragon Lore, Mega Race apareció en España primero con textos en castellano y voces en inglés, y después lo hizo en esta colección con textos y voces en castellano (de Latinoamérica).

- Datos: Q3038747